# デニーズ
デニーズ（Denny's、NASDAQ:DENN）は、アメリカ合衆国のファミリーレストランチェーンである。

## 沿革
デニーズは、カリフォルニア州レイクウッド（ロサンゼルス郊外）でハロルド・バトラーによって1953年にDanny's Donuts(ダニーズ・ドーナッツ）を開業した。1956年にはDanny's Coffee Shopsへとコンセプトを変え、1959年にはDenny's Coffee Shopsに改名し20店舗を数え、1961年にはチェーンをDenny'sと改称した。チェーン店は年々店舗数を増やし、1981年には1000店を数えるまでになった。1977年には、現在も定番として親しまれているグランドスラム・ブレックファースト（卵料理、ソーセージまたはベーコン、トーストまたはパンケーキ、サラダ、ジュース、コーヒーなどがセットされた朝食のフルコース）をメニューに加える。1994年には、デニーズは、「子どもたちを救え」という全米規模のチャリティのスポンサー企業となった。
現在のデニーズの本拠地は、サウスカロライナ州スパータンバーグにあり、全米の49州と日本を含めた海外7ヵ国で展開している（うち、日本国内については、セブン&アイ・ホールディングスが運営。詳細はデニーズ (日本)を参照）。
1990年代、デニーズはマイノリティ、特にアフリカ系アメリカ人に対する各店舗での差別的待遇について起訴され、差別撤廃のためにかなりの企業努力を強いられた。5億4400万ドルの費用をかけて、全従業員に人種差別をなくすような接客態度とマニュアルを徹底させるための再教育を実施した。加えてアフリカ系アメリカ人の俳優シャーマン・ヘムスリーとイザベル・サンフォードをコマーシャルに起用し、企業イメージの向上に力を入れた。この努力がかなりの成功を収め、2001年にフォーチュン誌から「マイノリティにとっての最良の企業」に選出され、以来このリストの毎回トップの座を維持している。

## 各国のデニーズ
デニーズ本社は、プエルトリコを含むアメリカ合衆国、カナダ、オランダ領キュラソー島、コスタリカ、エルサルバドル、メキシコ、ニュージーランド、フィリピンでレストランチェーンの展開に提携・関与している。日本のデニーズを含めると、全世界で合計2,500店舗以上のデニーズ店舗が運営されている。

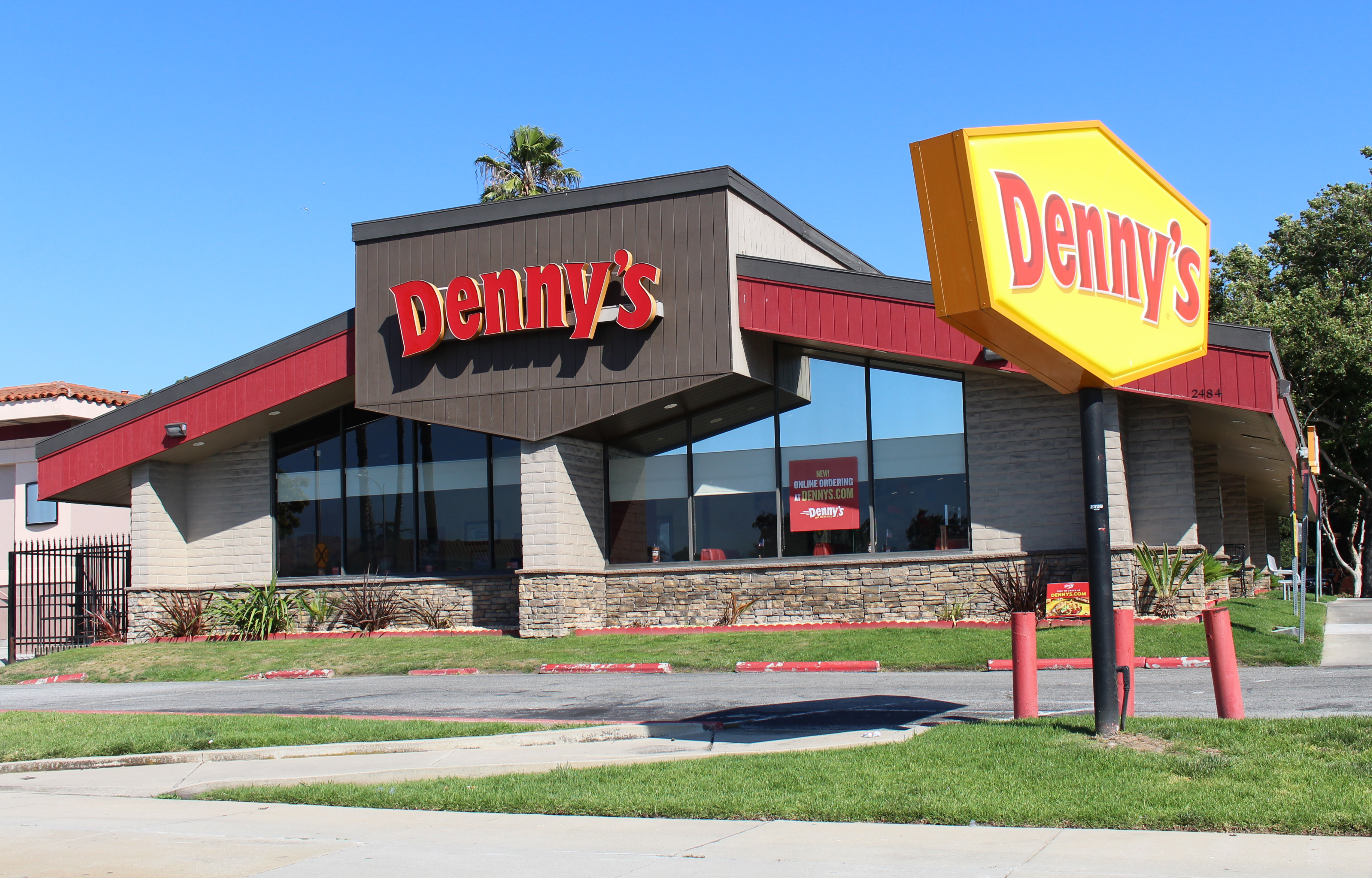
サンノゼのロードサイド店舗
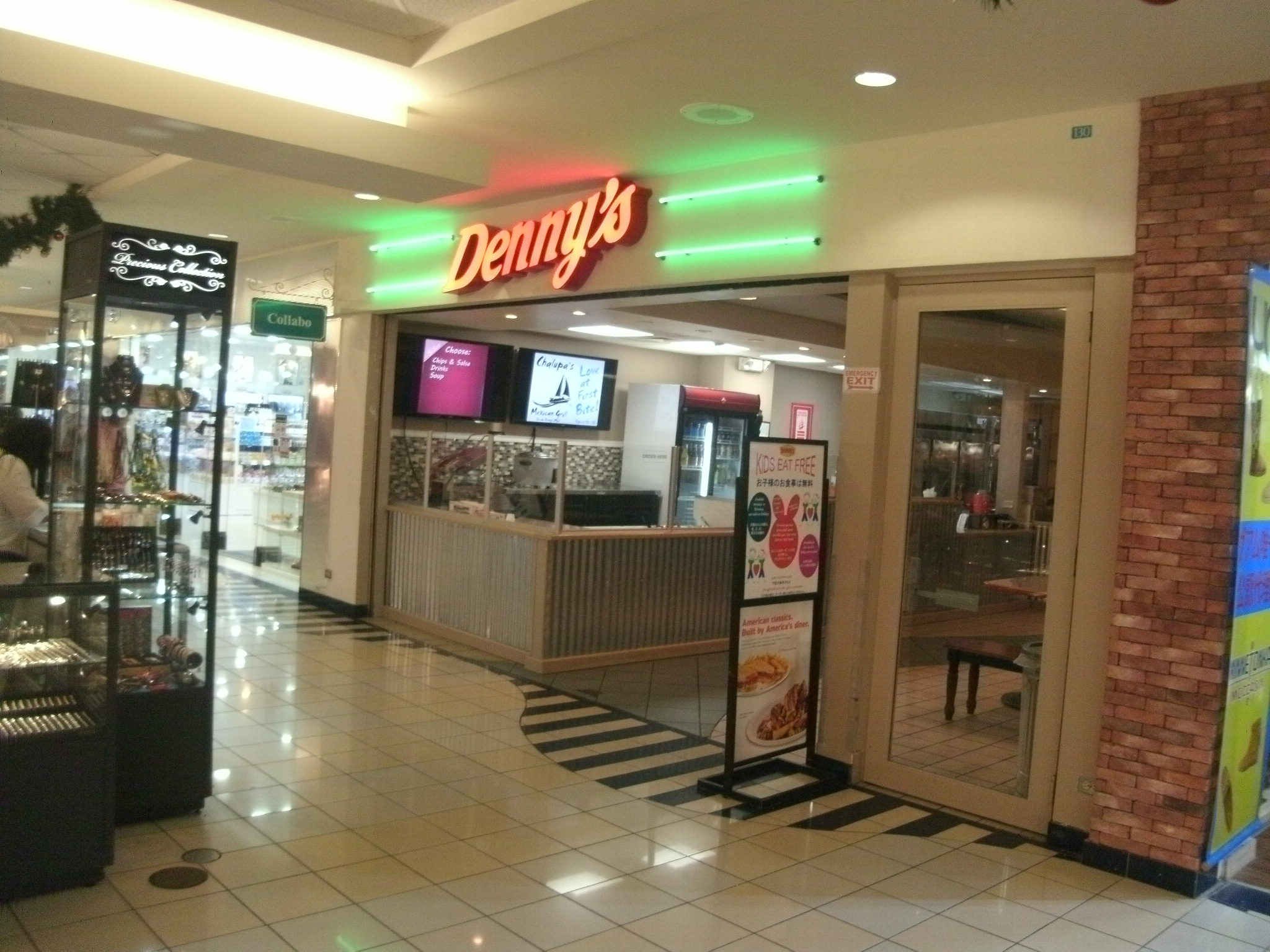
グアムのインショップ型店舗
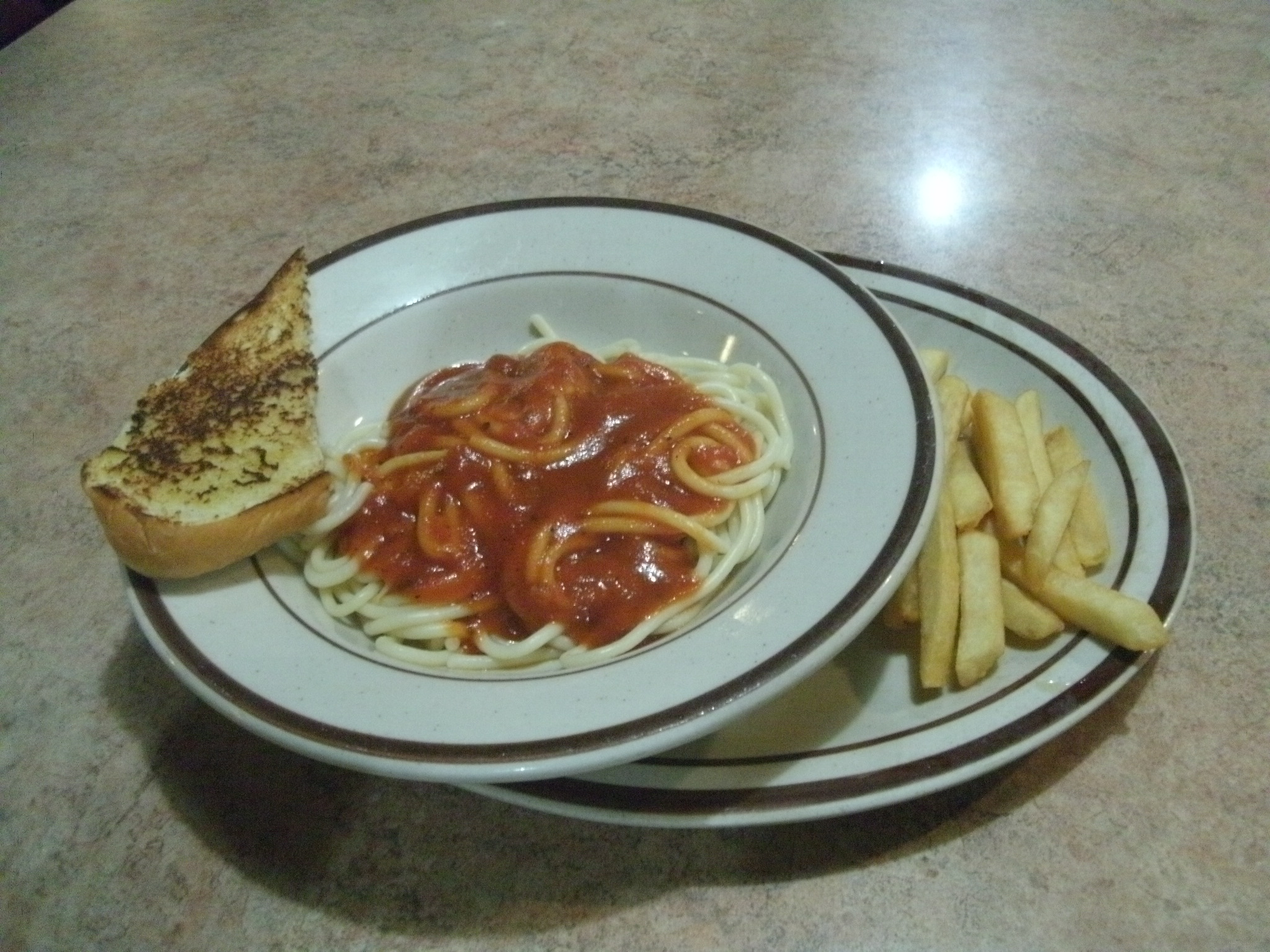
アメリカのデニーズのスパゲティ。副菜としてポテトとパンがついてくる。

### 日本
日本におけるデニーズはセブン&アイ・ホールディングス傘下のセブン&アイ・フードシステムズにより、ファミリーレストランチェーンとして運営されている。1973年にイトーヨーカ堂が外食部門の一つとしてデニーズ本社とライセンス契約を結び、デニーズジャパンを設立。その後1984年にアメリカ本社から日本国内にて展開するデニーズ名称・商標権を買い取り、アメリカ本社との提携関係を解消し約11年に渡るライセンス契約は終了した。現在は資本・業務関係は一切なく、ロゴマークも現行のアメリカ本社の看板商標と異なる古いタイプのものを使用し、メニュー内容も大幅に日本向けに改定されている。